# Perfect Sisters
Perfect Sisters (Deadly Sisters en Reino Unido) es una película canadiense de 2014 perteneciente al género dramático y de crimen, dirigida por Stanley M. Brooks. Está protagonizada por Abigail Breslin y Georgie Henley. La película fue lanzada el 11 de abril de 2014 y está basada en la novela The Class Project: How to Kill a Mother, que a su vez está basada en el asesinato de Linda Andersen.

## Argumento
Sandra Andersen, su hermana pequeña por un año, Elizabeth (conocida como "Beth"), y su hermano pequeño de siete años, Robert (conocido como "Bobby"), viven con su madre alcohólica Linda. Linda tiene novios de vez en cuando que abusan de sus hijos, tanto física como psicológicamente.
Sandra está en su último año de secundaria y Beth en su penúltimo año y no aguantan el alcoholismo de su madre. Junto a sus amigos, planean matar a su madre con la idea de cobrar el seguro de vida tras su defunción. Le piden a sus amigos Justin y Ashley que hagan reservas en su restaurante favorito mientras que Sandra y Beth hacen que Linda intoxique, dándole una combinación de pastillas y alcohol para luego ahogarla en el baño del apartamento. Una vez que hacen esto, Sandra se siente culpable mientras que Beth se llena de felicidad. Beth la convence entonces de que ahora que su madre ya no está, todo será mejor.
Las dos son enviadas con su tía y a Bobby lo llevan a vivir con su padre. Nadie sospecha que Sandra y Beth tienen algo que ver con la muerte de su madre, ya que todos piensan que murió en el baño de su casa tras una intoxicación. Sandra y Beth se hacen populares en su colegio cuando empieza a haber rumores de que mataron a su madre pero nadie reporta esto a la policía.
Un antiguo amigo de Sandra empieza a pensar que la muerte no fue accidental así que contacta con la policía, quienes le ponen escuchas y le piden que ayude a espiar a Sandra. Después de que ella confíe se le confiese todo, la policía interroga a las hermanas pero permanecen en calma todo el tiempo. No obstante, cuando la policía consigue evidencia suficiente de su implicaciók en la muerte de Linda, las hermanas son sentenciadas a 10 años de prisión y enviadas a diferentes centros de detención con la intención de que no vuelvan a contactarse la una con la otra.

## Reparto
- Abigail Breslin como Sandra Anderson
- Georgie Henley como Beth Anderson
- Mira Sorvino como Linda/Madre perfecta
- James Russo como Steve Bowman
- Rusty Schwimmer como la tía Martha
- Jeff Ballard como Justin
- Zoë Belkin como Ashley
- Jonathan Malen como David
- Zak Santiago como el detectie Santiago Gates

Además, la hermana de Henley, Laura Henley, hace de su personaje Beth de pequeña, mientras que el hermano de Breslin, Spencer, hace de su primo drogadicto, Derek.

## Controversia
La película fue muy criticada por la comunidad de Toronto por "simpatizar con el asesinato perpetrado por adolescentes". El escritor y periodista Bob Mitchell declaró: "no creo que la película mostrará lo crueles y frías que eran", en una entrevista sobre la adaptación de su libro.

## Recepción
En Rotten Tomatoes, la película obtuvo una aprobación del 25% basada en 12 opiniones, con una puntuación media de 3,86/10. En Metacritic, tiene una puntuación de 44 sobre 100, basada en 8 críticas con "opiniones mixtas y/o positivas". Dennis Harvey de Variety criticó la película por ser "poco efectiva y caricaturesca", y la comparó con la película de 1994 Heavenly Creatures, que tiene una trama similar.